# Muricea hebes
Muricea hebes is een zachte koraalsoort uit de familie Plexauridae. De koraalsoort komt uit het geslacht Muricea. Muricea hebes werd in 1864 voor het eerst wetenschappelijk beschreven door Verrill. 